# Кольтаи, Лайош
Ла́йош Ко́льтаи (венг. Koltai Lajos; [ˈkoltɒi ˈlɒjoʃ]; 2 апреля 1946) — венгерский кинооператор и кинорежиссёр.

## Биография
Рано увлёкся киноискусством, участвовал в фестивалях любительских фильмов, где познакомился с Иштваном Сабо. Закончил Академию театра и кино в Будапеште.

## Творчество
Наиболее известен как кинооператор своими работами с Иштваном Сабо. Работал с различными американскими кинорежиссёрами.

### Дебют в режиссуре
В 2005 году Лайош Кольтаи снял свой первый фильм в качестве режиссёра. Кинокартина «Без судьбы», посвящённая теме Холокоста, была снята на основе одноимённого романа нобелевского лауреата по литературе Имре Кертеса. Фильм имел большой успех как на родине режиссёра, так и за рубежом, где в том числе был номинирован на премию «Оскар» как лучший фильм на иностранном языке.
В 2007 году в США вышел второй фильм Кольтаи-режиссёра — «Вечер» с Клэр Дэйнс и Ванессой Редгрейв в главных ролях.
В настоящее время работает над биографическим фильмом о Томасе Вулфе Алина и Вулф.

## Оператор

### Фильмы Иштвана Сабо
- 1981 — Мефисто
- 1985 — Полковник Редль
- 1988 — Хануссен
- 1999 — Вкус солнечного света
- 2002 — Мнения сторон
- 2004 — Театр

### Фильмы других режиссёров
- 1975 — Удочерение (Марта Месарош)
- 1978 — Вера Анги (Пал Габор)
- 1989 — Георг Эльсер — единственный в Германии[нем.] (Клаус Мария Брандауэр)
- 1989 — Гомер и Эдди (Андрей Кончаловский)
- 1990 — Белый дворец (Луис Мандоки)
- 1993 — Борьба Эрнеста Хемингуэя (Рэнда Хейнс)
- 1994 — Когда мужчина любит женщину (Луис Мандоки)
- 1994 — Марио и волшебник[фр.] (Клаус Мария Брандауэр)
- 1995 — Справедливый суд (Арне Глимчер)
- 1995 — Семейный праздник (Джоди Фостер)
- 1998 — Легенда о пианисте (Джузеппе Торнаторе)
- 2000 — Малена (Дж. Торнаторе, номинация на «Оскар», «Давид Донателло» за операторское искусство)

## Награды
- 1977 — Премия имени Балажа